# 李斗
李斗（1749年—1817年），字北有，号艾塘，江苏仪征人。乾隆年间人。著《扬州画舫录》。

## 經歷
据李斗自述，自幼失学，疏于经史而好游山水，曾三游广东西部，七游福建、浙江，一游湖南、四川，两上京师。李斗还多次往来于建筑工地，因此对清代建筑标准和过程相当熟悉。李斗著有《永报堂集》三十三卷，内含《扬州画舫录》十八卷（袁枚序, 1795）、《永报堂诗集》八卷（孙星衍序）、《艾塘乐府》一卷、《奇酸记传奇》（四卷）和《岁星记传奇》（二卷）两种戏曲作品。自乾隆二十九年（1764年）至乾隆六十年（1795年）撰写《扬州画舫录》（内含《工段营造录》）。
与云贵总督甘文焜之曾孙甘运源（字道渊）交往（载杨钟羲《雪橋詩話三集》卷8）。